# Hypohippus
Genre
Hypohippus est un genre fossile d'équidés de la sous-famille fossile des Anchitheriinae. Ce genre a vécu en Amérique du Nord au Miocène moyen, entre environ 17 et 11 millions d'années. Les Anchitheriinae possédaient encore trois doigts à chaque jambe au lieu d'un seul comme chez les chevaux modernes.

## Taxonomie
Le nom valide complet (avec auteur) de ce taxon est Hypohippus Leidy, 1858.
Hypohippus a pour synonyme :
- Hyohippus Schlosser, 1886

## Description

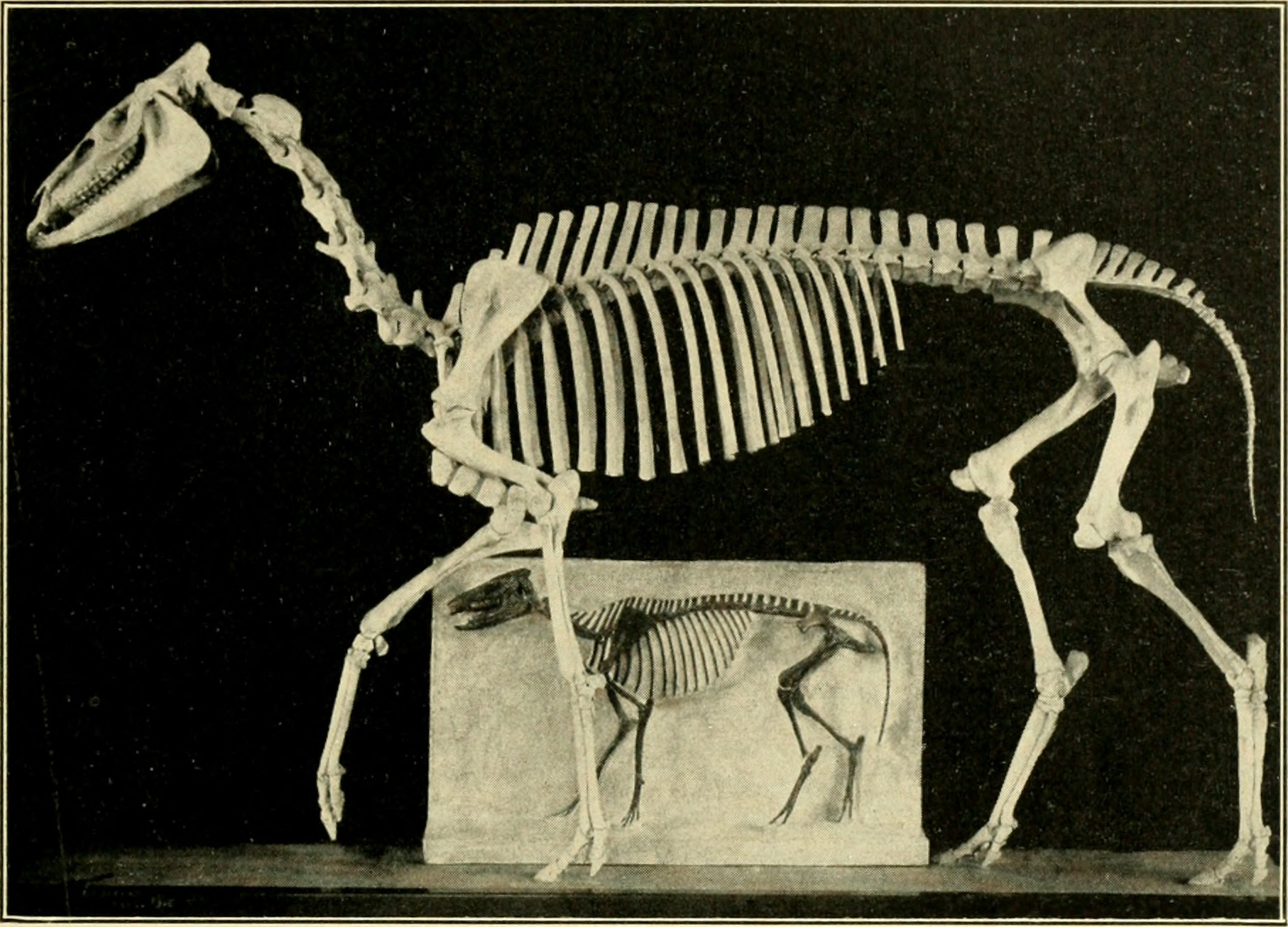
Fossile complet d’Hypohippus pris en photo en 1910.

Les espèces du genre Hypohippus avaient une taille comparable à des petits chevaux modernes, tels que le Connemara. Ils avaient un poids d'un peu plus de 400 kg, ce qui est en dessous du poids moyen d'un cheval moderne mais qui reste assez proche comparé au genre ancestral Hyracotherium. Hypohippus avait un long museau, un long cou, et un long corps sur de courtes jambes.

## Aire géographique
Hypohippus vivait principalement dans l'Ouest de l'Amérique du Nord. Ainsi des fossiles ont été trouvés dans les États du Texas, du Nouveau-Mexique, de Californie, du Nevada, du Kansas, du Colorado, de l'Idaho, de l'Utah, du Nebraska, de l'Oregon, du Wyoming, du Montana et du Dakota du Sud pour les États-Unis, et du Saskatchewan pour le Canada. Dans l'Est de l'Amérique du Nord, des fossiles n'ont été trouvés qu'en Floride. Un fossile rattaché à ce genre a aussi été trouvé en Chine. Ce genre serait relativement proche de Sinohippus, qui vivait à la même époque en Eurasie.

## Classification
Hypohippus est classé dans la sous-famille des Anchitheriinae, un groupe d'équidés archaïques originaire d'Amérique du Nord et qui s'est étendu en Eurasie au cours de l'Oligocène et du Miocène. Cette sous-famille comprend notamment les genres Megahippus (en), Kalobatippus, Anchitherium et Sinohippus.

## Paléobiologie
Comme la plupart des Anchitheriinae, il s'agissait d'animaux folivores vivant dans un environnement boisé et occupant à peu près la même niche écologique que l'Okapi dans les forêts du bassin du Congo.

## Liste des espèces
Selon GBIF (1 septembre 2024) :
- † Hypohippus affinis (Leidy, 1858)
- † Hypohippus chico MacFadden, 1982
- † Hypohippus equinum (Scott, 1893)
- † Hypohippus nevadensis (Merriam, 1913)
- † Hypohippus osborni (Gidley, 1907)
- † Hypohippus pertinax (Matthew, 1918)